# Тарасово (Великолукский район)
Тара́сово — деревня в Великолукском районе Псковской области России. Входит в состав Переслегинской волости.

## География
Расположена на северо-западе района, в 18 км к северо-западу от райцентра Великие Луки и в 9 км к северу от волостного центра Переслегино.

## Население
| 2001 | 2002 | 2010 |
| ---- | ---- | ---- |
| 93   | ↘83  | ↘54  |

Численность населения деревни по состоянию на начало 2001 года составила 93 жителя.